# PGAフィランソロピートーナメント
PGAフィランソロピートーナメントは、1991年 - 1998年と2000年に開催されていた日本プロゴルフ協会公認の男子プロゴルフトーナメントである。

## 解説
この大会は戦前からの歴史を誇り、1990年を最後に廃止された「関東プロゴルフ選手権大会」と「関西プロゴルフ選手権大会」を統合する形でスタートしたもので、大会の収益金や優勝賞金の一部を開催自治体などの社会・医療・福祉活動に役立てるチャリティートーナメントとして開催された。当初は武田薬品工業が特別協賛、「タケダカップ」をサブタイトルにしていた。
しかし、大会を主催するJPGAの予算が厳しく大会運営が困難になったことや、選手会主導の新ツアー「日本ゴルフツアー機構（JGTO）」の発足などから大会存続の危機に立たされ、1999年に一度大会休止となったが、2000年に規模を縮小して再開。しかしこれが、最後のフィランソロピートーナメントの開催となった。
1991年から1998年までNHK総合テレビと衛星第1テレビ（BS1）で中継した。NHKが公共放送であるが故、単なる「PGAフィランソロピートーナメント」として放送した。
毎年5月に開催されていた。
2000年以降開催されている「日本ゴルフツアー選手権」と直接の関係はないが開催時期が同じことやNHKでテレビ中継していることから事実上の後継の大会と見る向きもある。

## 優勝者
- 1991年 浜野治光
- 1992年 尾崎将司
- 1993年 ロジャー・マッカイ
- 1994年 トッド・ハミルトン
- 1995年 高見和宏
- 1996年 トッド・ハミルトン
- 1997年 尾崎直道
- 1998年 丸山茂樹
- 1999年 非開催
- 2000年 島田正士

## 関連大会
- フィランソロピー・LPGAプレイヤーズ・チャンピオンシップ（女子大会）
- ISPS HANDA CUP フィランスロピーシニアトーナメント（男子シニア大会）